# Charles Elachi

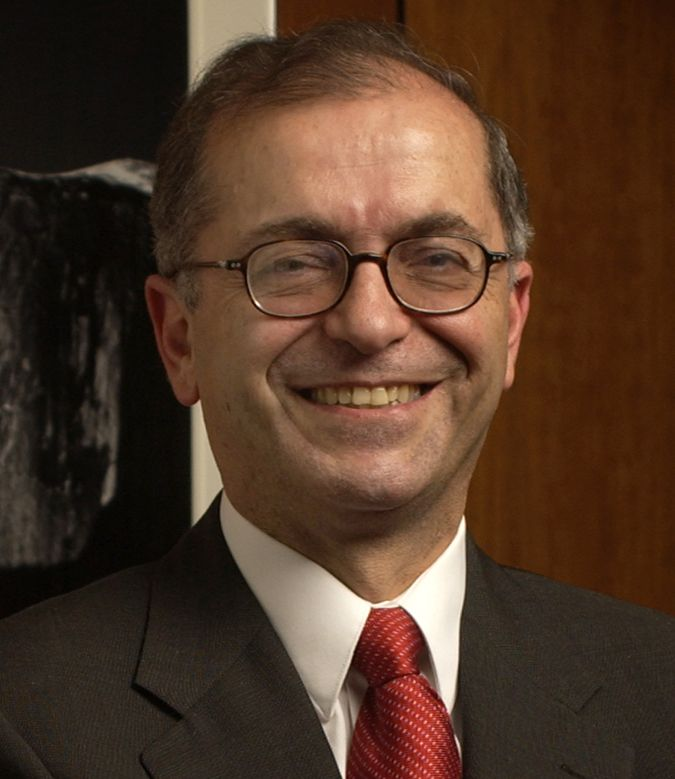
Charles Elachi

Charles Elachi, Arabisch: شارل عشي (Libanon, 18 april 1947) is een Libanees wetenschapper en directeur van het Amerikaanse Jet Propulsion Laboratory.
In 1968 studeerde hij af aan het Polytechnisch Instituut in Grenoble. Vervolgens ontving hij zijn M.S. en Ph.D. in elektrotechniek van het California Institute of Technology, waarvan hij nu de vicepresident is. Hij ontving later een MBA van de University of Southern California (1978) en een M.S.-graad in geologie van UCLA (1983).
Sinds 1 mei 2001 is hij directeur van het Jet Propulsion Laboratory (JPL) in Pasadena, Californië. Hij werkt eveneens bij Caltech als professor in de elektrotechniek en planetologie. Hij is lid van het IEEE, het American Institute of Aeronautics and Astronautics en de International Academy of Astronautics.